# Zelda (prénom)
Cet article concerne Zelda en tant que prénom. Pour les articles traitant d'autres sujets, voir Zelda.
Zelda (ou encore Selda) est un prénom, diminutif de Griselda.
Dans l'un des contes du Décaméron de Boccace (1313-1375), Griselda est une jeune femme que le roi Gualtiero, son mari, met à l'épreuve afin de démontrer au peuple la supériorité de la noblesse du cœur sur le lignage. La vertu de Griselda triomphe des épreuves auxquelles Gualtiero l'a soumise. Griselda est transfigurée par les humiliations qui lui sont infligées. Elle force l'admiration de son mari qui lui procure alors tout ce qu'elle désire.
Ce conte, qui sera repris par le poète anglais Chaucer au XIVe siècle puis, par le français Charles Perrault au XVIIe, aura un immense succès dans toute l'Europe. Griselda sera synonyme de patience et de vertu féminine dans de nombreux proverbes. Sans devenir jamais courant, le nom de Griselda fut utilisé comme prénom dans les pays anglo-saxons, devenu rare depuis le début du XIXe siècle, il reparaît depuis une vingtaine d'années, aux États-Unis par exemple, sous la forme de Zelda (diminutif).

Ce prénom, assez rare cependant aujourd'hui, est essentiellement associé à la saga vidéoludique du même nom et le prénom reste connoté comme celui de la Princesse ; Robin Williams, par exemple, assume avoir nommé sa fille Zelda en référence au jeu.